# 기술 부채
기술 부채(technical debt, design debt, code debt)는 현 시점에서 더 오래 소요될 수 있는 더 나은 접근방식을 사용하는 대신 쉬운(제한된) 솔루션을 채택함으로써 발생되는 추가적인 재작업의 비용을 반영하는 소프트웨어 개발의 한 관점이다.
기술 부채는 금전적인 채무와 비유될 수 있다.

## 같이 보기
- 코드 스멜
- 오버엔지니어링
- 스파게티 코드
- 매몰 비용
- 주석 (프로그래밍)